# Galvanoplastica

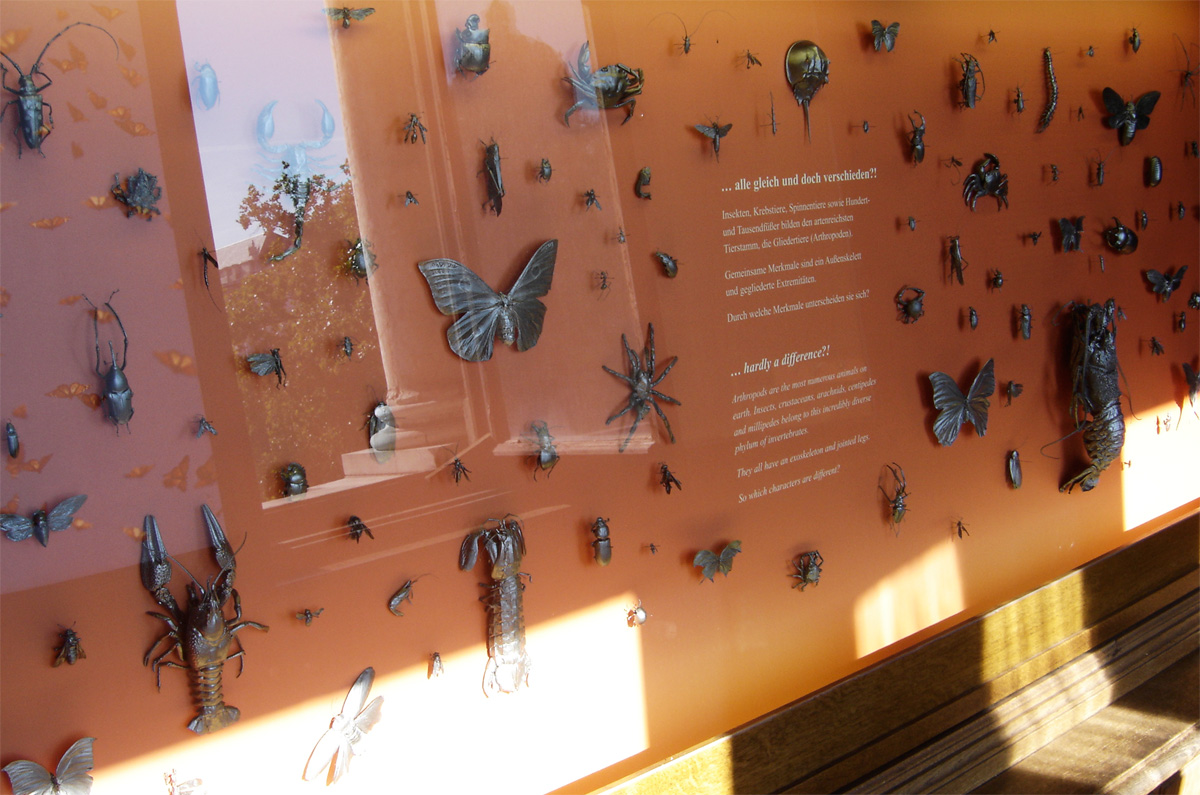
Collezione galvanoplastica al museo di storia naturale di Vienna

La galvanoplastica è un processo elettrochimico che permette, attraverso l'elettrolisi, di ricoprire con un deposito metallico un oggetto non conduttore o di riprodurre in metallo la forma di un oggetto non metallico (in questo caso si parla di elettroformatura). Quando il deposito avviene su metalli si parla più propriamente di galvanostegia.

## Storia
I primi esperimenti di galvanoplastica vennero effettuati intorno al 1802 dallo scienziato pavese Luigi Valentino Brugnatelli (amico personale di Alessandro Volta, che insieme a lui condusse studi sulle applicazioni della pila testé inventata), che è quindi da considerare l'inventore della galvanoplastica. In particolare Brugnatelli riuscì a ricoprire gli elettrodi di carbone con uno strato di materiale metallico.

## Metodo
Il metodo è del tutto analogo alla galvanostegia, con la differenza che il catodo non è l'oggetto stesso (essendo non conduttore) ma il sottile rivestimento conduttore che gli viene applicato, costituito ad esempio da grafite.

## Utilizzo
La galvanoplastica è spesso utilizzata in elettronica per creare piste di collegamento di circuiti, anche di dimensioni infinitesime, ricoprendo supporti di materiali non conduttori come ceramica o plastica.
L'elettroformatura trova applicazione in ambito industriale, per realizzare oggetti o stampi di altri prodotti, ed in settori artistici come la gioielleria, la scultura e la stampa.
Nel settore aerospaziale ha trovato applicazione nella realizzazione di ottiche riflettenti ad incidenza radente per la concentrazione di raggi X.
XMM-Newton, Beppo-SAX, SWIFT sono alcuni satelliti scientifici che utilizzano specchi elettroformati.
Per quanto utilizzata in passato nelle scienze naturali, per creare riproduzioni fedeli e durature di piante e creature anche molto delicate, la galvanoplastica è una tecnica di conservazione ormai prerogativa di pochissimi artigiani specializzati.

## Elettroformatura

Rappresentazione di un processo di elettroformatura

Si parla di "elettroformatura" quando il deposito metallico sul negativo (o positivo, a seconda dell'effetto che si vuole ottenere) dell'oggetto da realizzare è tale da permettere di essere staccato. In questo modo è possibile ottenere calcografie molto accurate, anche se hanno lo svantaggio di richiedere un tempo maggiore rispetto alla forgiatura meccanica e l'impiego di sostanze chimiche nocive per l'uomo.